# NGC 5985
NGC 5985 ist eine Balken-Spiralgalaxie mit aktivem Galaxienkern vom Hubble-Typ SBb im Sternbild Drache am Nordsternhimmel. Sie ist schätzungsweise 120 Millionen Lichtjahre von der Milchstraße entfernt und hat einen Durchmesser von etwa 190.000 Lichtjahren.
Gemeinsam mit NGC 5981 und NGC 5982 bildet sie das gravitativ gebundene Galaxientrio Holm 719 oder KTG 64, die Galaxie ist Namensgeberin der NGC 5985-Gruppe (LGG 402) sowie mit NGC 5976, NGC 5981, NGC 5987 und NGC 5989  Mitglied der NGC 5982-Gruppe

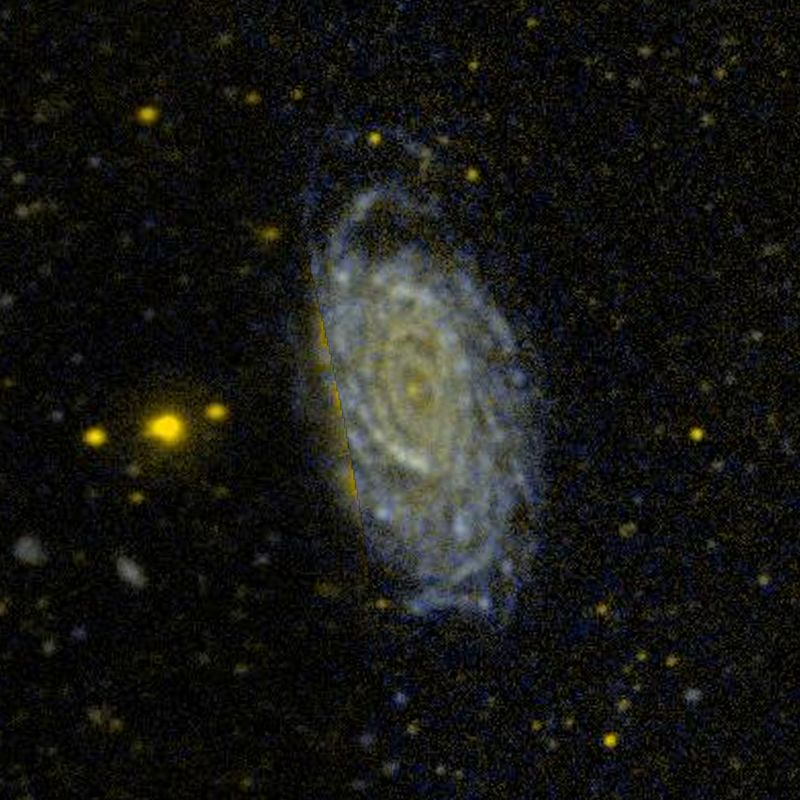
Ultraviolet-Aufnahme von NGC 5985 mithilfe von GALEX

Das Objekt wurde am 25. Mai 1788 von William Herschel entdeckt.

## NGC 5985-Gruppe (LGG 402)
| Galaxie  | Alternativname | Entfernung/Mio. Lj |
| -------- | -------------- | ------------------ |
| NGC 5982 | PGC 55674      | 142                |
| NGC 5985 | PGC 55725      | 120                |
| NGC 5987 | PGC 55740      | 142                |
| NGC 5989 | PGC 55802      | 136                |